# Castelnau-d’Anglès
Castelnau-d’Anglès település Franciaországban, Gers megyében. Lakosainak száma 91 fő (2022. január 1.). Castelnau-d’Anglès Bassoues, Callian, Cazaux-d’Anglès, Montesquiou, Riguepeu és Saint-Arailles községekkel határos.

## Népesség
A település népességének változása:
| Lakosok száma | 102  | 87   | 87   | 92   | 92   | 95   | 89   | 87   | 86   | 91   |
|               | 1968 | 1982 | 1990 | 2006 | 2013 | 2015 | 2017 | 2019 | 2020 | 2022 |